# Cantone di Donzy
Il Cantone di Donzy era una divisione amministrativa dell'arrondissement di Cosne-Cours-sur-Loire.
È stato soppresso a seguito della riforma complessiva dei cantoni del 2014, che è entrata in vigore con le elezioni dipartimentali del 2015.
Comprendeva i comuni di:
- Cessy-les-Bois
- Châteauneuf-Val-de-Bargis
- Ciez
- Colméry
- Couloutre
- Donzy
- Menestreau
- Perroy
- Sainte-Colombe-des-Bois
- Saint-Malo-en-Donziois